# Nadzy wśród wilków (film 1963)
Nadzy wśród wilków (niem. Nackt unter Wölfen) – film wojenny produkcji NRD z 1963 roku, zrealizowany według autobiograficznej powieści Brunona Apitza pod tym samym tytułem.

## Treść
Akcja toczy się w obozie koncentracyjnym Buchenwald. W obozie działa konspiracyjna, międzynarodowa organizacja komunistów, którzy planują wywołać powstanie w dogodnym momencie. Do organizacji należą Polacy, Rosjanie, niemieccy komuniści oraz przedstawiciele innych nacji.
Pewnego dnia do obozu trafia nowy transport więźniów. Wśród nich małe dziecko. Członkowie organizacji decydują się je ukrywać, choć mają świadomość, że w razie wpadki, istnienie ich konspiracji może zostać wykryte.

## Obsada
- Bolesław Płotnicki – Zachariasz Jankowski
- Krystyn Wójcik – Kropiński
- Armin Mueller-Stahl – Höfel
- Erwin Geschonneck – Walter Krämer
- Fred Delmare – Pippig
- Gerry Wolff – Bochow
- Peter Sturm – Rose
- Zygmunt Malanowicz – Przybyła
- Wolfram Handel – Zweiling
- Herbert Köfer – Kluttig
- Viktor Avdyushko – Bogorski
- Bruno Apitz – starszy człowiek